# Чеховський провулок (Київ)
Че́ховський прову́лок — провулок в Шевченківському районі Києва, місцевість Афанасівський яр. Пролягає від вулиці Олеся Гончара до Бульварно-Кудрявської вулиці.

## Історія
Провулок було прокладено близько 1901–1903 років через садибу Якова та Марії Харичкових для найкоротшого сполучення Бульварно-Кудрявської та Мало-Володимирської вулиць. Назву Обсерваторний провулок (як продовження Обсерваторної вулиці) було запропоновано міською думою у серпні 1901 року, після чого цю назву за чинним порядком мали затвердити у Міністерстві внутрішніх справ. Сучасну назву провулок отримав у 1910 році, з нагоди 50-річчя з року народження російського письменника та драматурга Антона Чехова. У деяких джерелах фігурував як провулок Чехова.
Назву Чеховський деякий час мав сучасний провулок Юрія Матущака на Відрадному.

## Пам'ятки історії та архітектури
Майже повністю збереглася історична забудова початку XX століття (будинки № 1/50, 3, 4, 6, 8, 9, 10/23, 11).
- Будинок № 3 — 1906–1907, будинок прибутковий, пам'ятка архітектури щойно виявлена
- Будинок № 4 — 1909–1910 (?), будинок, в якому мешкали: у 1924–1984 рр. Проценко А. Ф., музичний діяч, музикант, педагог; з 1918 р. родина Демидових, де збиралися діячі музичної культури; з 1929–1935 рр. жив Скоморохов О. О., професор КПІ, пам'ятка архітектури щойно виявлена
- Будинок № 6 — 1909–1910 (?), будинок прибутковий, пам'ятка архітектури, пам'ятка архітектури щойно виявлена
- Будинок № 8 — 1909–1910 (?), будинок, на адресу якого надходили листи для Київської організації РСДРП, пам'ятка архітектури національного значення
- Будинок № 9 — 1910-ті, будинок прибутковий, пам'ятка архітектури, пам'ятка архітектури щойно виявлена
- Будинок № 10/23 — 1902, будинок прибутковий, пам'ятка архітектури, пам'ятка архітектури місцевого значення, №220; у занедбаному стані
- Будинок № 11 — 1912 (?), будинок прибутковий, пам'ятка архітектури, пам'ятка архітектури національного значення

## Установи та заклади
- Загальноосвітня середня школа № 91 з поглибленим вивченням інформатики (буд. № 4-А)
- Стоматологічна поліклініка № 2 Шевченківського району (буд. № 8)

## Зображення

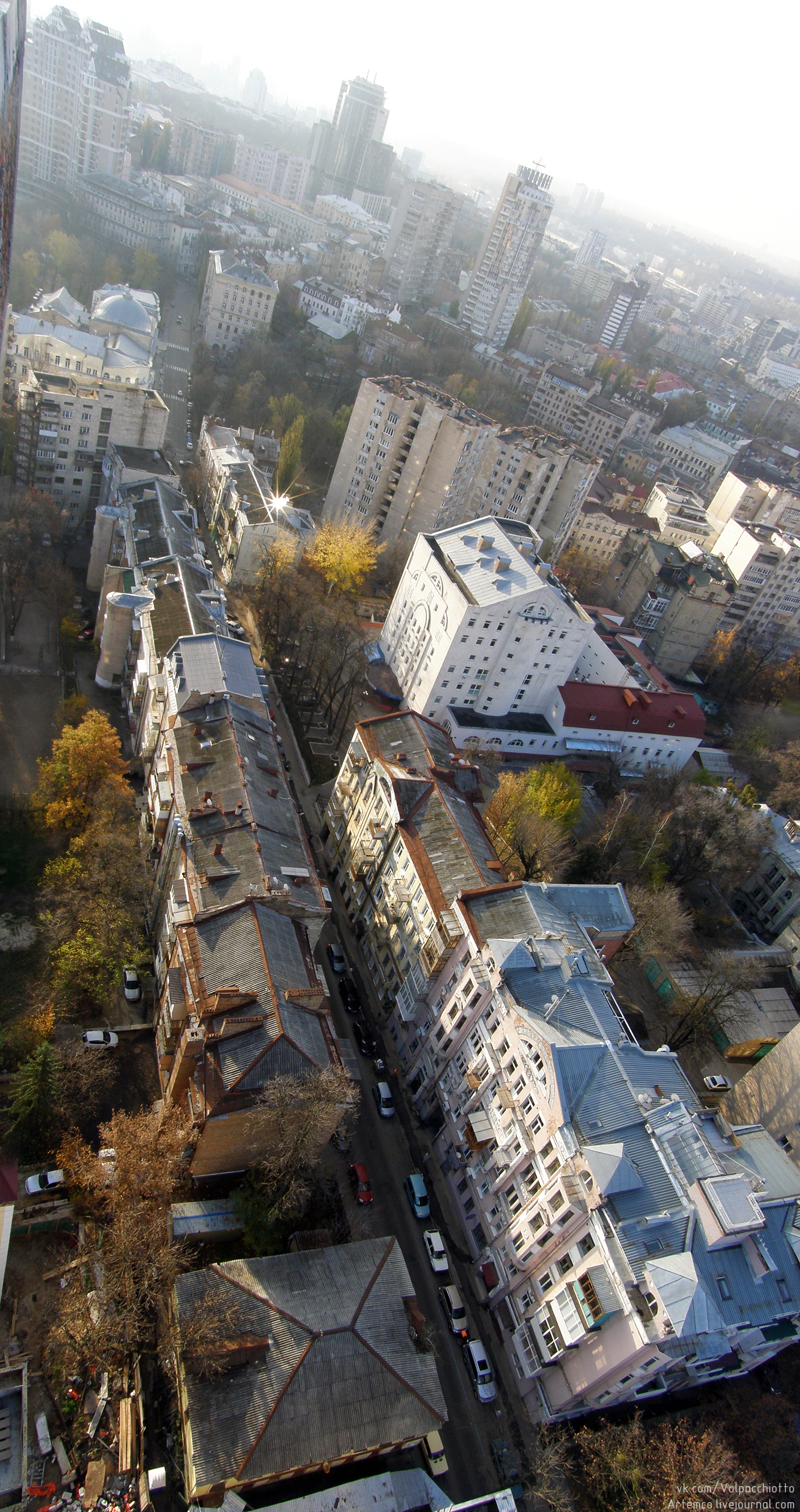
Чеховський провулок
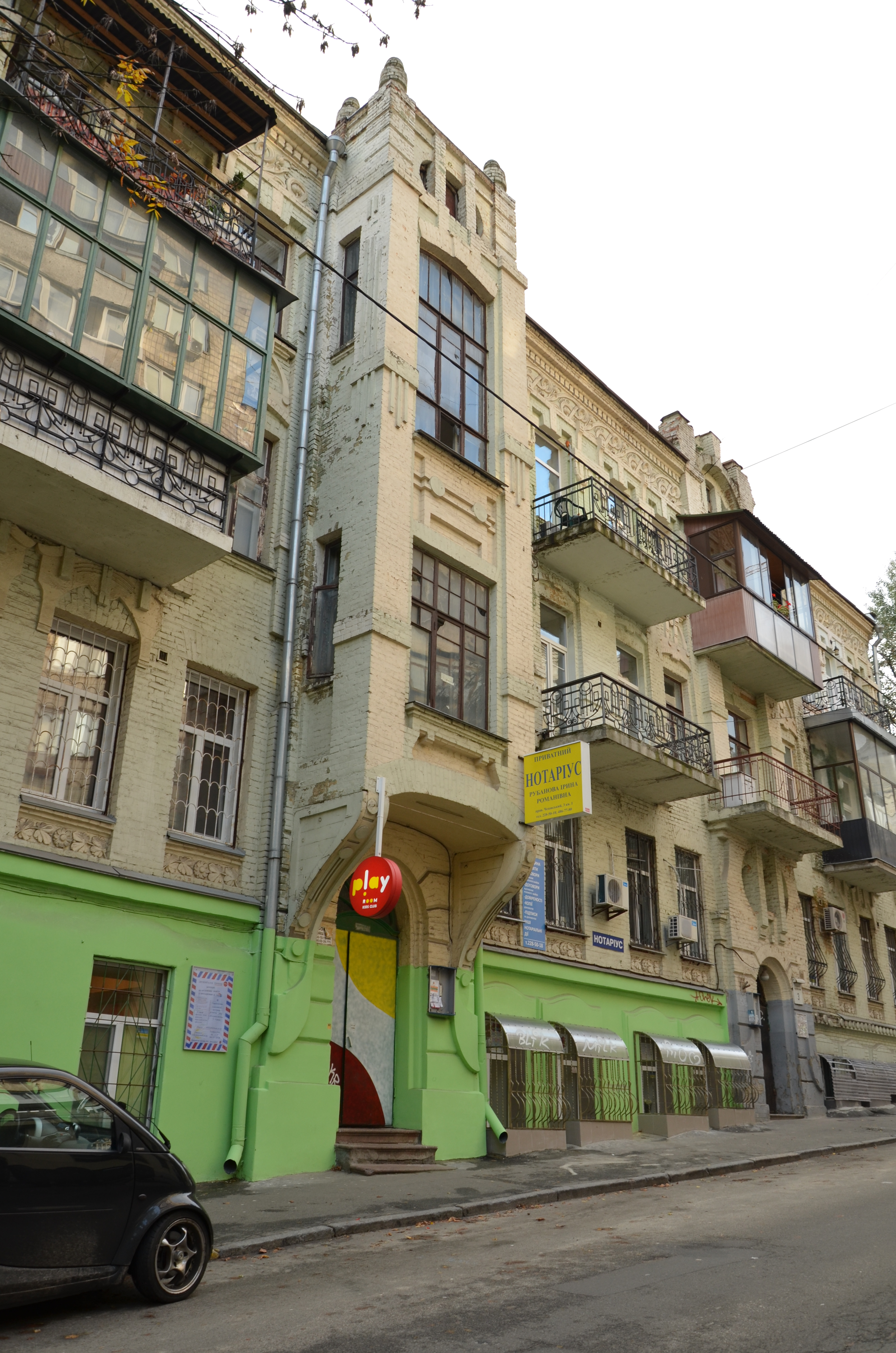
Чеховський пров., 3
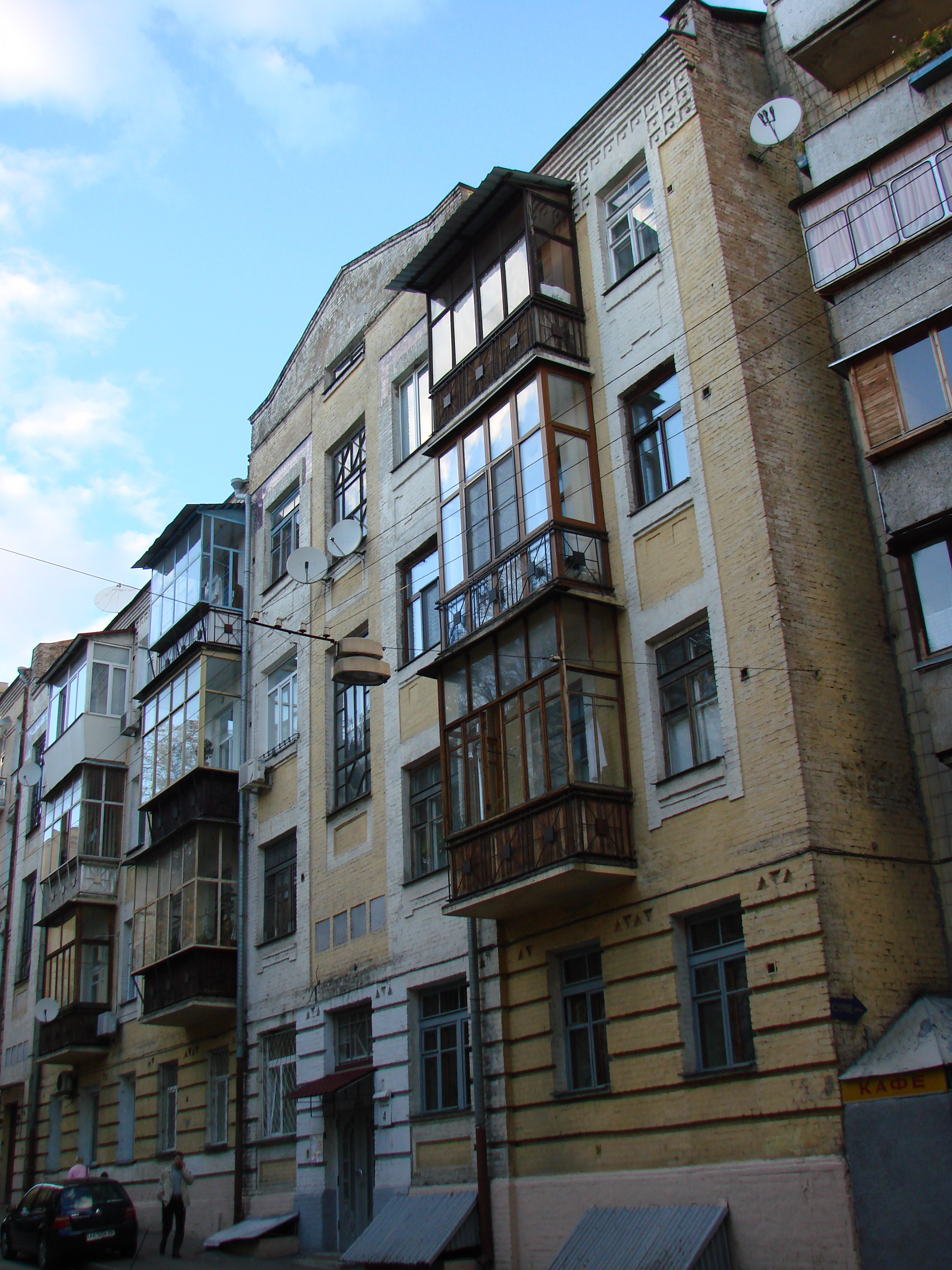
Чеховський пров.,4
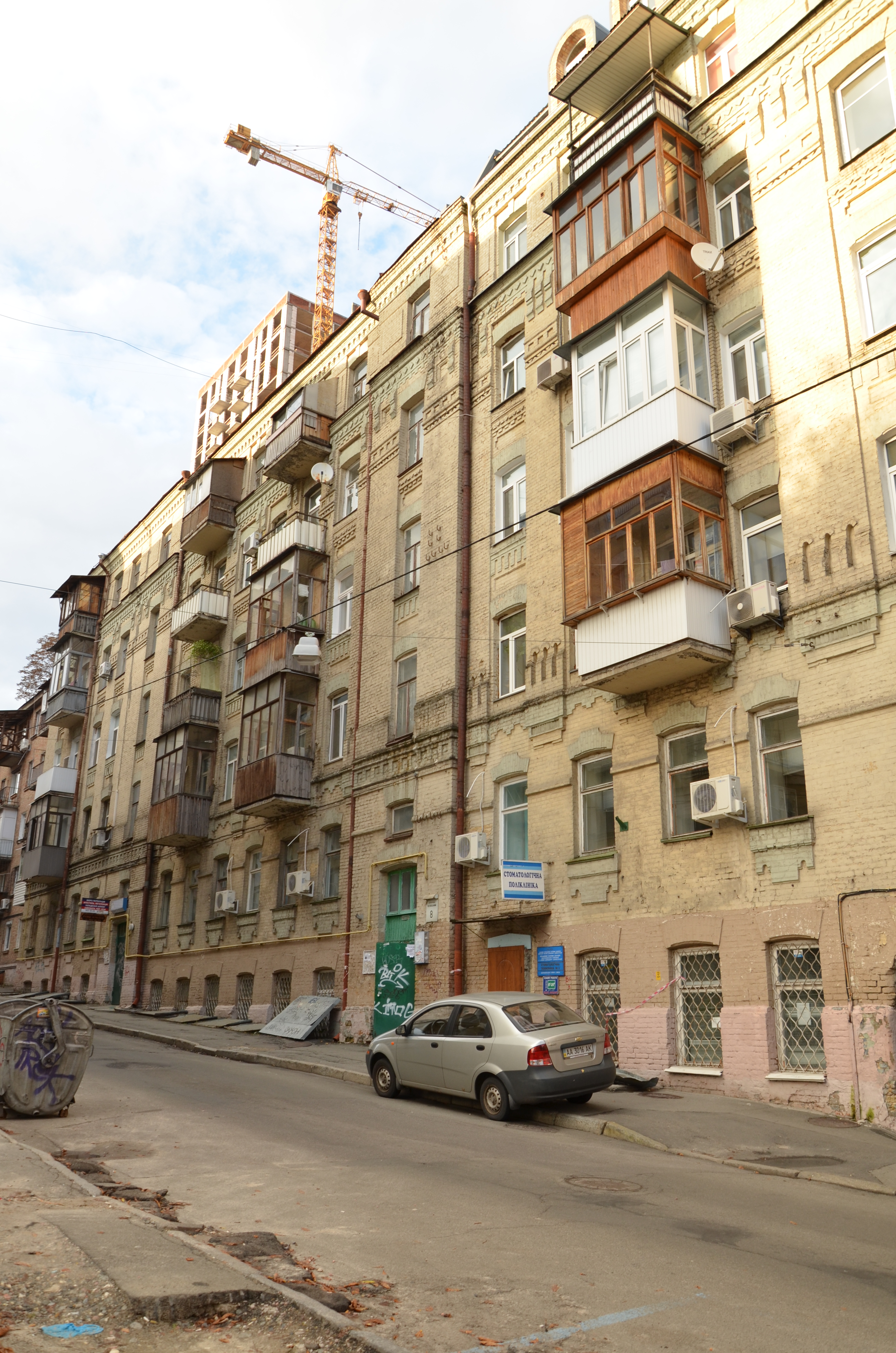
Чеховський пров., 8
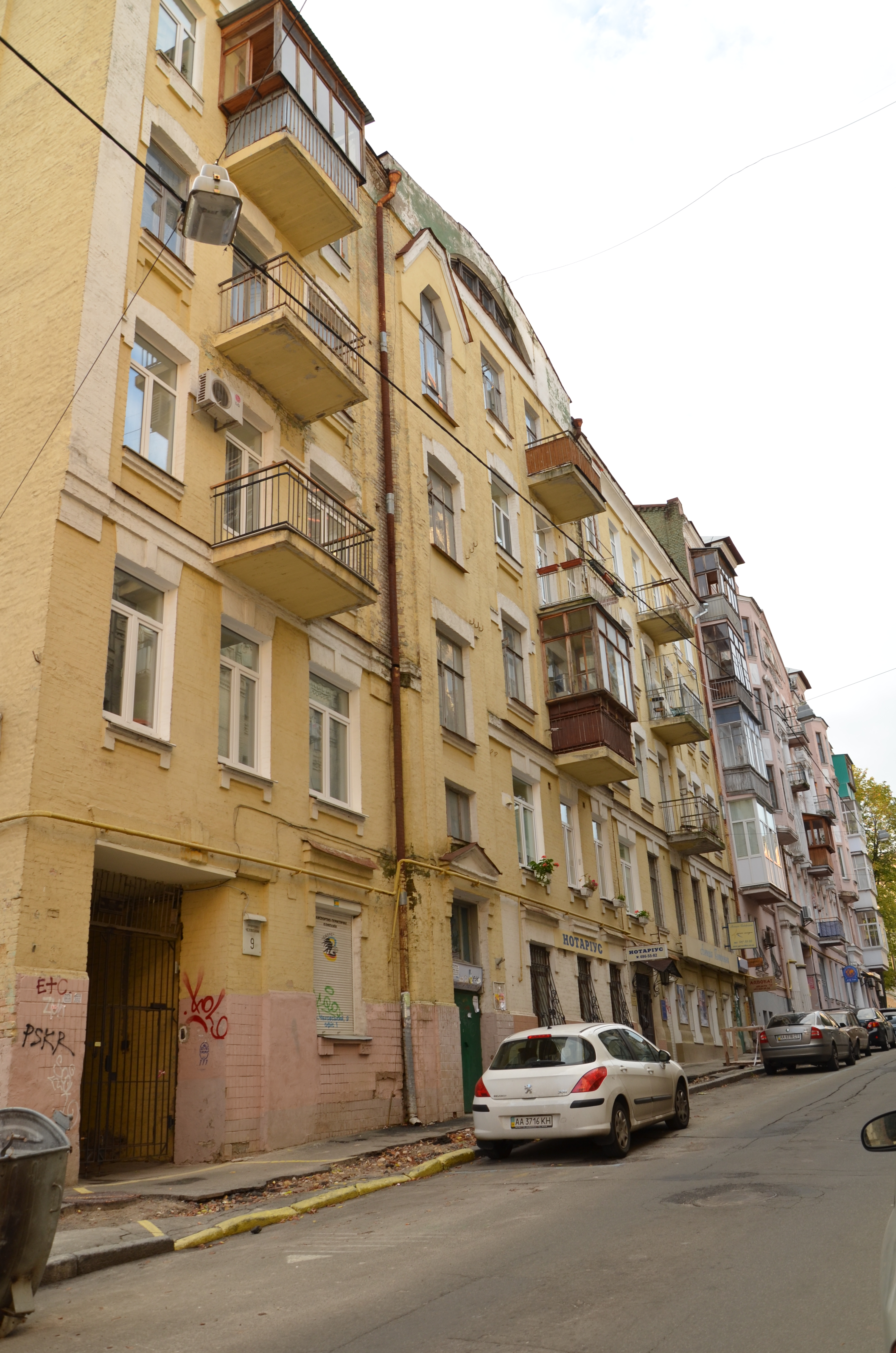
Чеховський пров., 9
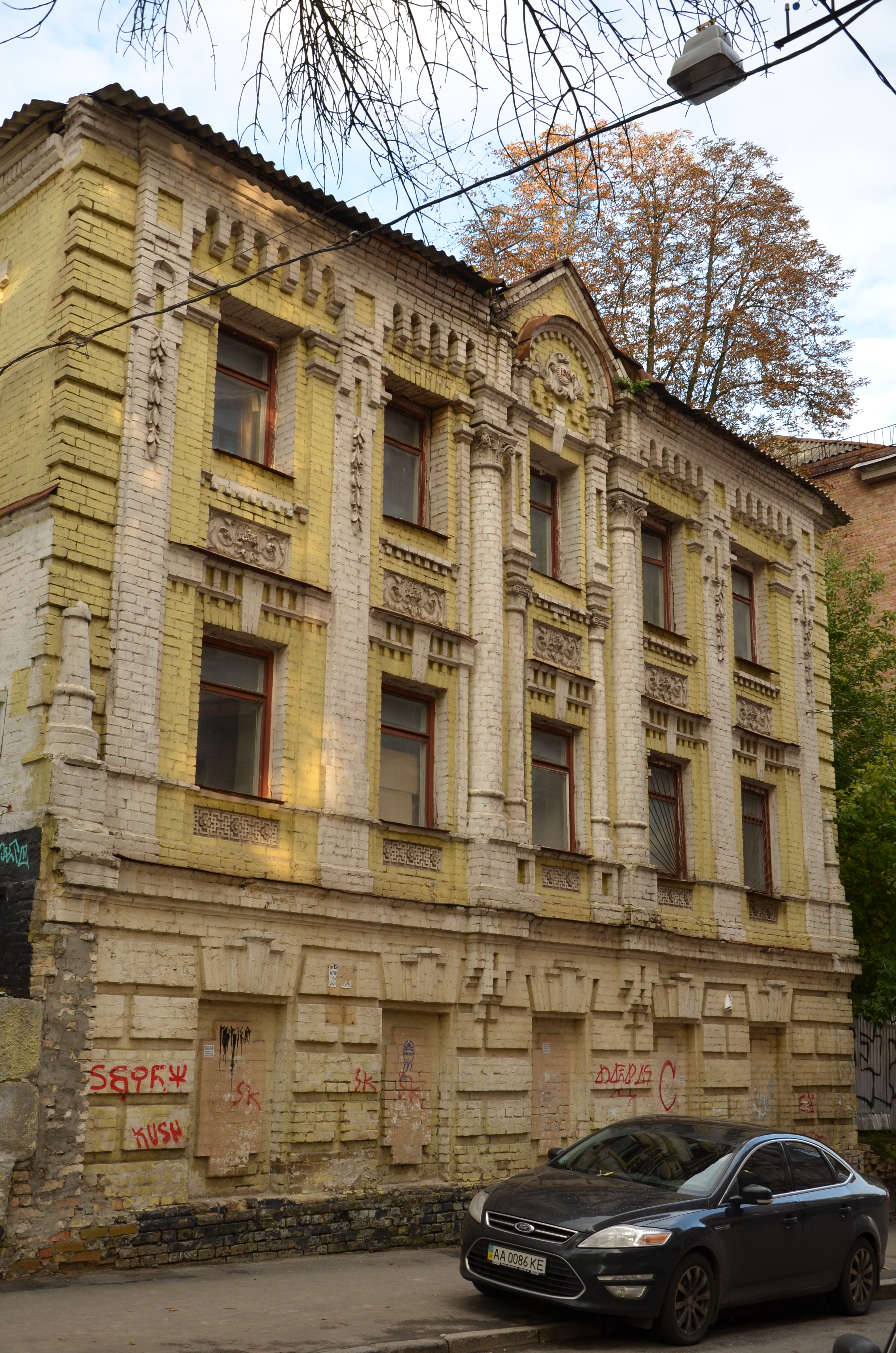
Чеховський пров., 10/23
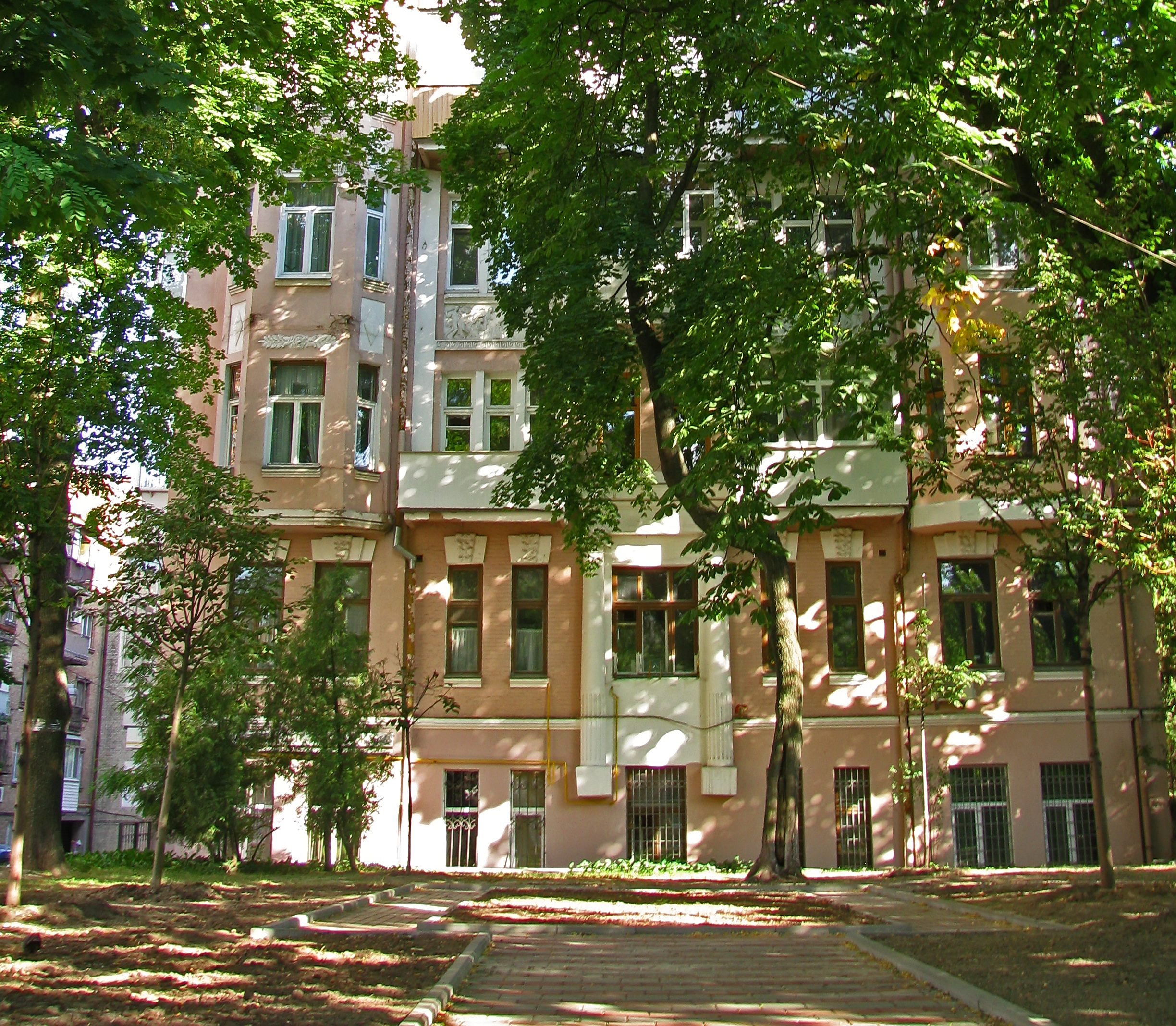
Чеховський пров., 11